# Манастир Придворица
Манастир Придворица изграђен је у 12. веку, у исто време када и суседна Студеница, налази у околини Ивањице, у месту Придворица. Има статус споменика културе од великог 
значаја.
По архитектонским карактеристикама типичан је представник средњовековне рашке школе. Црква Преображења је једнобродна, једнокуполна грађевина са полукружном апсидом на истоку. Спољна фасада је украшена фризом слепих аркада.
Саградио га је слуга који је редио при двору Немањића око 1195. године па отуда име Придворица. О томе сведоче незнатни, али вредни остаци фресака у горњим зонама храма. У почетку је ово био женски манастир,што потврђује Немањина повеља манастиру Студеници. Монахиње су се бавиле ткањем и вештине преносиле аутохтоном становништву, о чему сведочи потпуно аутентичан стил ткања у овим крајевима, затим вековима помесна црква, да би од 2007. године био поново проглашен манастиром, мушким. У манастиру живе настојатељ манастира и два искушеника. Придворица се налази на двадесетосмом километру пута од Ивањице према Студеници.
Сама грађевина је током средњег века доживела две обнове што јој је умногоме изменило спољни изглед. Први пут после 1557, а други пут средином деветнаестог века. Током друге обнове постављен је иконостас који је живописао на дверима потписани Сретен Протић Молеровић 1835. године. Црква манастира Придворица посвећена је Преображењу Господњем. Манастир је један од ретких који имају свој грб.

## Галерија
- Црква Св. Преображења
- Западна страна цркве
- Грб манастира
- Унутрашњост цркве са белим иконостасом